# Monte Sei Busi
Il Monte Sei Busi è un'altura del Carso Monfalconese, posta a nord-est della frazione ronchese di Vermegliano, in Friuli-Venezia Giulia. È situata in posizione dominante sulla pianura friulana, a breve distanza dal monumentale sacrario di Redipuglia. Sulla vetta si trova una sorta di museo all'aperto dove sono ancora visibili, in parte, i trinceramenti delle truppe italiane nella prima guerra mondiale. Fu teatro di una dura battaglia nel luglio del 1915.

## Storia
Questa modesta altura divenne d'importanza cruciale nel giugno 1915 quando le truppe italiane, dopo una lenta avanzata verso il Carso e Monfalcone, iniziarono a risalire il ciglione dell'altopiano, dove nel frattempo si era preventivamente ritirato e trincerato l'esercito austro-ungarico. Il Monte Sei Busi, naturale vedetta sulla sottostante piana friulana divenne così una roccaforte quasi imprendibile. Gli austroungarici, seppur inizialmente in inferiorità, avevano infatti allagato la pianura sottostante e piazzato nidi di mitragliatrici in punti strategici ben riparati costringendo le truppe italiane ad attaccare allo scoperto e causando loro gravissime perdite. Nonostante gli sforzi profusi nella prima e soprattutto nella seconda battaglia dell'Isonzo di fine luglio 1915, gli imperiali rimasero in una posizione di costante vantaggio strategico. Durante la terza e la quarta battaglia dell'Isonzo la vetta del monte fu conquistata e perduta da ambo le fazioni più volte sino a diventare terra di nessuno. Solamente con la sesta battaglia dell'Isonzo, e l'avanzamento italiano verso est sull'altopiano del Carso il Sei Busi poté essere definitivamente occupato dal Regio Esercito.

## Linea fortificata del Monte Sei Busi
La linea fortificata del Monte Sei Busi, il cosiddetto "Trincerone italiano", era una grande linea difensiva fortificata che partiva dal Monte San Michele e terminava nella zona di Selz, Doberdò del Lago e Monfalcone. La linea difensiva fu voluta dal generale Luigi Cadorna che intendeva bloccare un'eventuale controffensiva dell'Imperial Regio Esercito austro-ungarico.
Dopo i primi scavi, il "Trincerone" fu rafforzato con il cemento tra l'autunno del 1916 e la primavera del 1917, ma la sua funzione risultò inutile durante la Dodicesima battaglia dell'Isonzo, in quanto l'attacco austro-ungarico sull'Alto Isonzo e la penetrazione nelle Valli del Natisone costrinse la Terza Armata ad abbandonarlo immediatamente per evitare l'accerchiamento.